# Финска овца
Финска овца спада у групу "Нордијских оваца са кратким репом". Постала је од аутохтоних домаћих оваца, које су гајене у источном и североисточном делу Финске. У току 60 година систематског рада на повећању плодности, створена је раса високе плодности, с већом телесном масом, већим приносом и бољим квалитетом вуне у односу на стару, аутохтону финску овцу.
Животиње ове расе су средње величине. Одрасле овце су у просеку тешке 60-65kg, а овнови 80-85kg. Тело је дугачко, глава заобљена, с малим уздинутим ушима, а реп веома кратак.
Вуна је груба, беле боје. Делови главе и ногу који нису обрасли вуном покривени су белом длаком. Годишњи настриг непране вуне износи 2-2,5kg по овци и 3,5-4kg код овнова. Дебљина вуских влакана је 48-50 микрона.
Овце ове расе су веома плодне. Од 100 оваца добије се у просеку 250 јагњади. Овце врло рано полно сазревају. Млада женска грла први пут се паре са 12 месеци. Оба пола су без рогова.
Ова раса се у Финској гаји у малим стадима. Веома је популарна раса оваца у Финској и на њу отпада око 95% укупне популације оваца у овој земљи.
У задњих неколико деценија, због своје изванредне плодности, финска овца се извози у многе земље света, где се користи у експерименталне сврхе, у циљу изградње материнске основе са повећаном плодношћу.